# Долій
До́лій (дав.-гр. Δολίος) — персонаж давньогрецької міфології, раб Одіссея, який під час відсутності його слугував Пенелопі, дружини Одіссея.
Зберігав вірність своєму господареві протягом його двадцятирічної відсутності. Шість його синів залишилися, як і батько, прихильниками Одіссея, тоді як сьомий син Мелантій і дочка Меланто перейшли на сторону женихів Пенелопи, за що і були вбиті після повернення Одіссея на Ітаку. Меланто грубо повелася з Одіссеєм, при цьому спробувала його вигнати з палацу. Одіссей під час вбивства женихів, яких Мелантій активно захищав, порубав його на шматки, а Телемах повісив Маланто разом з іншими невірними покоївками. Після вбивства Одіссеєм женихів у завершальній битві Долій і його шестеро синів допомогли Одіссею і його сину Телемаху придушити виступ підбурених родичами вбитих женихів ітакійцев.